# Dead Putting Society
«Dead Putting Society» —titulado «El club de los 'patteos' muertos» en España y «La sociedad de los golfistas muertos» en Hispanoamérica— es el sexto episodio de la segunda temporada de la serie animada Los Simpson, estrenado el 15 de noviembre de 1990 en la Fox. El hijo de Homer, Bart, y el hijo de Ned Flanders, Todd, deciden participar en un torneo de minigolf. Homer se encuentra confiado de que su hijo ganará y es por ello que hace una apuesta con su vecino que consiste en que el padre del hijo que no gane cortará el césped del jardín del ganador con el vestido de los domingos de su mujer. Cuando llega el día de la competición, Bart y Todd alcanzan la final, pero deciden dejarlo en empate, por lo que ambos padres se ven obligados a cumplir la apuesta.
El episodio, que fue el primero en el que se destacó prominentemente a Ned Flanders y a su familia, fue escrito por Jeff Martin y dirigido por Rich Moore. Mientras estaban en el proceso de animación, el equipo de producción hizo un viaje corto para un curso de minigolf y así estudiar el mecanismo del swing. Desde el lanzamiento del capítulo, la opinión crítica ha comentado favorablemente su argumento, además de obtener una calificación Nielsen de 14.3 y ser el programa mejor valorado de Fox en la semana de estreno.

## Sinopsis
El episodio comienza con Homer frustrado cortando el césped de su jardín, momento en el que Ned Flanders le invita a la sala de juegos de su sótano para tomarse una cerveza. Una vez que ve la casa de su vecino y las exageradamente perfectas relaciones con su esposa e hijo, Homer explota delante de Ned y le dice que es un presumido, por lo que es expulsado de su casa. Sin embargo, más tarde Flanders empieza a sentirse culpable de su acción, así que le escribe una carta a Homer para disculparse profundamente y afirmarle que le quiere como a un hermano. En cambio, Homer se ríe del sentimentalismo de su vecino y lee la nota en el desayuno delante de su familia, aunque Marge no está contenta con la reacción y reprende a su marido por menospreciar la sincera disculpa de Ned. Después, Homer lleva a Bart y Maggie al Sir Putt-A-Lot's Merrie Olde Fun Centre para echar una partida de minigolf, aunque inesperadamente se encuentran con Ned y su hijo Todd Flanders, y terminan jugando ambas familias juntas.
El juego va muy bien para todos —especialmente para Bart—, con la excepción de Homer, quien todavía se siente celoso de su vecino. Mientras tanto, Bart y Todd descubren algo acerca de un torneo de minigolf, en el que el primer premio es de 50 USD, así que deciden participar. Si bien es cierto que el niño de Flanders es muy bueno jugando, Homer se siente muy confiado en que su hijo ganará, así que le dice que no está bien perder y le fuerza a mirar furiosamente una foto de Todd quince minutos al día. Asimismo, mientras Bart observa su casi inexistente colección de trofeos, Lisa le ofrece su ayuda para practicar, entrenamiento que comienza con una serie de libros espirituales para meditar y así calmar la mente de su hermano. Al mismo tiempo, su padre hace una apuesta con su vecino Ned sobre cuál hijo es mejor: el padre del hijo que no gane cortará el césped del padre del hijo ganador con el vestido de los domingos de su mujer.
En el día de la competición, Homer le dice a Bart que tiene que ganar pase lo que pase. En un torneo muy igualado, Bart y Todd estaban haciendo un buen juego y se encuentran empatados en el decimoctavo hoyo, así que coinciden en que la partida no merece la pena por tanto estrés, que son igual de buenos y deciden dejarlo en empate, por lo que se reparten el premio entre los dos. Debido a que ninguno de los niños ganó, ambos padres se ven obligados a llevar el traje de los domingos de sus mujeres y cortar el césped del jardín del otro. Aunado a ello, la gente de alrededor se para ante tal escena y se ríen de ellos, si bien Flanders lo encuentra divertido —comenta que le recordaba a los días de la hermandad—, pese a la consternación de Homer.

## Producción

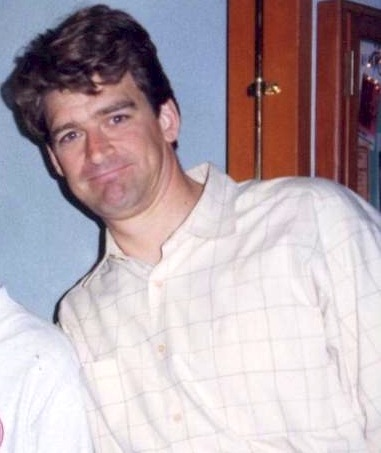
Jeff Martin, guionista de «Dead Putting Society», tenía experiencia en el juego del minigolf.

«Dead Putting Society» fue escrito por Jeff Martin y dirigido por Rich Moore. Martin, quien tenía experiencia como jugador de minigolf, basó muchas de las escenas sobre este deporte en sus vivencias personales. Para la realización del episodio, los animadores hicieron una excursión para tomar un curso de minigolf y así estudiar el mecanismo del swing —movimiento de balanceo con el que se golpea la pelota mediante el uso de un palo—. El propio Moore comentó que la razón por la que hicieron eso fue porque muchos momentos humorísticos en Los Simpson vienen de hacer un escenario muy parecido a la vida real: «El realismo del entorno sirve para [preparar a] el hombre recto ante situaciones absurdas».
El capítulo fue el primero que destacó prominentemente a Ned Flanders y al resto de su familia, ya que también contiene las primeras apariciones de Maude y Rod Flanders. Maggie Roswell puso la voz a Maude, la cariñosa esposa de Ned, y se convirtió en un miembro habitual del reparto de voces de los personajes, aunque ella ya había participado previamente en roles menores de la primera temporada. Al mismo tiempo, en «Dead Putting Society» aparece por primera vez Helen Lovejoy, mujer del reverendo Lovejoy, y quien también fue interpretada por Roswell. Nancy Cartwright, la voz de Bart, comentó sobre su actuación: «Maggie [Roswell] ha sido bendecida con una habilidad de crear una de las cosas más difíciles de crear: el 'sonido normal', sea lo que sea. Así que ella puede ponerse fácilmente en [el papel de] la chica de al lado».